# Raymonde Saint-Germain
Raymonde Saint-Germain, née le 7 octobre 1951 à Québec, est une administratrice publique chevronnée et une femme politique canadienne.
Elle occupe depuis le 1er janvier 2022 la fonction de facilitatrice au sein du Groupe des sénateurs indépendants (GSI) au Sénat du Canada.

## Biographie

### Formation
En 1973, Raymonde Saint-Germain obtient un baccalauréat en journalisme et information de l'Université Laval. Elle poursuit ensuite ses études en 1983 à l'École nationale d'administration publique (ENAP), dans le programme de maîtrise en gestion internationale. Elle est également détentrice d'un certificat pour ombudsman de la Osgoode Hall Law School de l'Université York. 

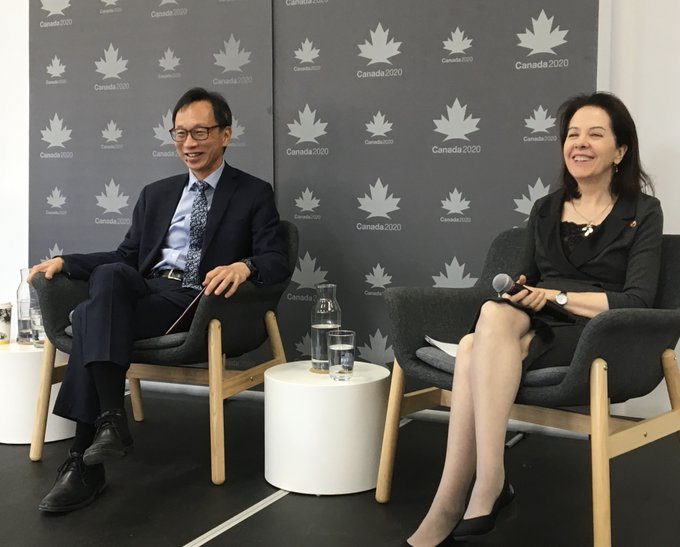
La sénatrice Saint-Germain et le sénateur Yuen Pau Woo lors d'un panel sur l'avenir du Sénat.

### Carrière dans la fonction publique québécoise
Elle entre à l'emploi du gouvernement du Québec en 1974. Elle y mène une longue carrière dans différents postes reliés aux communications, aux relations internationales et à l'administration. Au sein du ministère des Relations internationales du Québec, elle occupe de nombreux postes de directions, notamment ceux de directrice générale Afrique, Moyen-Orient, Amérique latine et Antilles et directrice générale des Amériques de 1992 à 1997. En 1997, elle est nommée sous-ministre adjointe aux affaires bilatérales, puis en 1998 sous-ministre adjointe à la planification, aux affaires multilatérales et aux affaires publiques au ministère des Relations internationales du Québec. En 2000, elle devient sous-ministre du ministère des Relations avec les citoyens et de l'Immigration, et simultanément Éditrice officielle du Québec à partir de 2004. Elle occupe par la suite le poste de sous-ministre au ministère des Services gouvernementaux pour la période de 2005 à 2006.  

### Protectrice du citoyen
De 2006 à 2016, Raymonde Saint-Germain siège comme protectrice du citoyen du Québec durant deux mandats consécutifs de 5 ans. Pour chacun de ses mandats, elle est désignée à l'unanimité par les membres de l'Assemblée nationale du Québec. L'Assemblée nationale adoptera une motion unanime saluant son apport exceptionnel et l'excellence de l’accomplissement de ses mandats à titre de Protectrice du Citoyen. Lors de son départ, elle renonce à une indemnité de 210 976 $, soulignant que sa récente nomination à titre de sénatrice et son absence de transition professionnelle rendaient cette indemnité non justifiée. 

### Sénatrice indépendante
Le 2 novembre 2016, Justin Trudeau, premier ministre du Canada, dans le cadre de la réforme du processus de nomination basé sur le mérite, la nomme au Sénat du Canada. Elle y entre officiellement le 25 novembre 2016 à titre de sénatrice indépendante de la division sénatoriale De la Vallière. En septembre 2017, elle est élue facilitatrice adjointe du Groupe des sénateurs indépendants pour un mandat de deux ans, avant d’être réélue en novembre 2019 pour un second mandat, qui a pris fin le 31 décembre 2021. La sénatrice occupe désormais le poste de facilitatrice au sein du Groupe des sénateurs indépendants, aux côtés du sénateur Tony Dean (en), facilitateur adjoint.
Raymonde Saint-Germain siège en 2017 au Comité sénatorial permanent de la régie interne, des budgets et de l’administration. Elle en préside également le sous-comité des ressources humaines et est membre du sous-comité de la Bibliothèque du Parlement. 
Précédemment, elle siégea aussi au Comité sénatorial permanent des affaires étrangères et du commerce international, au Comité sénatorial permanent de la Sécurité nationale et de la Défense ainsi qu’au Comité sénatorial permanent des transports et des communications.
En 2018, elle marraine au Sénat le projet de loi C-47 Loi modifiant la Loi sur les licences d'exportation et d'importation et le Code criminel (modifications permettant l'adhésion au Traité sur le commerce des armes et autres modifications). Ce projet de loi, ayant pour objectif l'adhésion du Canada au Traité sur le commerce des armes (TCA), avait été présenté par la ministre canadienne des Affaires étrangères Chrystia Freeland dans la foulée de l'indignation populaire qu'avait engendrée la vente de véhicules légers armés par General Dynamics à l’Arabie Saoudite. Le projet de loi est adopté le 13 décembre 2018. 
En tant que présidente du sous-comité des ressources humaines, elle dépose en février 2019 un rapport sur la modernisation de la politique du Sénat contre le harcèlement. La politique est adoptée par le Comité permanent de la régie interne, des budgets et de l’administration le 11 février 2021.
En novembre 2023, Raymonde Saint-Germain et Bernadette Clement « [auraient] été intimidées physiquement et verbalement [à la Chambre du Sénat canadien] par d'autres sénateurs » pendant un débat sur un projet de loi portant sur la tarification de la production de CO2 au Canada.

## Autres implications
- Présidente de l’Association des Ombudsmans et Médiateurs de la Francophonie (2013-2015)
- Vice-présidente de l’Association des Ombudsmans et Médiateurs de la Francophonie (2009-2013)
- Formatrice à la Osgoode Hall Law School (2013-2017)
- Formatrice Université de Sherbrooke – Faculté de droit - programme de formation Ombudsmans (2015-2016)
- Collaboratrice à la Chaire de recherche sur la démocratie et les institutions parlementaires de l’Université Laval (2010-2017)
- Vice-présidente de la Fondation, présidente du Comité de vérification et membre du comité de levée de fonds de la Fondation communautaire du Grand Québec (2009-2012)
- Membre du Conseil d’administration et membre du Comité du financement de la Fondation communautaire du Grand Québec (2007-2009)
- Co-présidente de la Campagne Centraide, secteurs public et parapublic du Québec (2002-2004)
- Membre du Conseil d’administration de la Chaire Raoul-Dandurand en études stratégiques et diplomatiques de l’Université du Québec à Montréal (1997-2000)
- Membre du Conseil d’administration de l’Agence Québec Wallonie-Bruxelles pour la Jeunesse (1990-1993)

## Prix et distinctions
- Récipiendaire de la Médaille d'honneur de l'Université Laval
- Membre honoraire de l'Association des ombudsmans et médiateurs de la francophonie (AOMF)
- Récipiendaire du Prix Orange 2009 de l’Association des groupes d’intervention en défense des droits en santé mentale du Québec